# Gare de Pagny-sur-Moselle
Gare de Pagny-sur-Moselle vasútállomás Franciaországban, Pagny-sur-Moselle településen.

## Vasútvonalak
Az állomást az alábbi vasútvonalak érintik:
- Frouard-Novéant-vasútvonal
- Longuyon-Onville et Pagny-sur-Moselle-vasútvonal

## Kapcsolódó állomások
A vasútállomáshoz az alábbi állomások vannak a legközelebb:
- Gare de Vandières
- Gare d’Onville
- Gare de Novéant